# Francisco Guterres
Pour les articles homonymes, voir Guterres.
Francisco Guterres, né le 7 septembre 1954 à Ossu, est un homme d'État est-timorais, président du Front révolutionnaire pour l'indépendance du Timor oriental (Fretilin) depuis 2001. Surnommé « Lú Olo », il est président de la République de 2017 à 2022.

## Biographie
Né à Ossu en 1954, Francisco Guterres s'est décrit comme «le fils d'une famille pauvre, d'un peuple humble». Il est catholique et ancien combattant de la guérilla. Lors d’une conférence extraordinaire de Fretilin à Sydney (Australie) en 1998, Francisco Guterres a été nommé coordonnateur général du Conseil de la résistance armée. En juillet 2001, il a été élu président de Fretilin. Francisco Guterres a été élu à l'Assemblée constituante lors des élections législatives du mois d'août 2001. Il a ensuite été élu président par l'Assemblée constituante. Lorsque le Timor oriental a accédé à l'indépendance en mai 2002, l'Assemblée constituante a été transformée en Parlement national, présidé par Francisco Guterres. 
Candidat à la présidentielle de 2007, il perd face à José Ramos-Horta et se représente à celle de 2012 où il arrive en tête au premier tour, mais perd au second.
Il est finalement élu dès le premier tour de l'élection présidentielle le 20 mars 2017 avec une majorité de 57 % des suffrages. António Guterres se présente à sa réélection en 2022, mais est battu de manière écrasante au second tour par Ramos-Horta.